# 大叶锥
大叶锥（学名：Castanopsis megaphylla），为壳斗科锥属下的一个植物种。